# Moïse (téléfilm)
Pour plus de détails, voir Fiche technique et Distribution.
Moïse est une mini-série biblique diffusée en 1995, réalisée par Roger Young.

## Synopsis
Moïse, un Israélite élevé par la famille royale égyptienne, est choisi par Dieu pour sauver les hébreux de l'esclavage et les mener vers la Terre promise.

## Fiche technique
- Titre français : Moïse
- Réalisation : Roger Young
- Scénario : Lionel Chetwynd, d'après le livre de l'Exode
- Genres : film historique, biblique
- Musique : Marco Frisina
- Photographie : Raffaele Mertes
- Montage : Benjamin A. Weissman
- Durée : 182 min en deux épisodes
- Production : Heinrich Krauss, Lorenzo Minoli, Roberto Pace, Melissa Taylor pour Antena 3, Beta Film, British Sky Broadcasting, Česká televize, France 2 Cinéma, Lube Productions, Lux Vide (it), MTM Enterprises, Nederlandse Christelijke Radio-Vereniging, Quinta Communications, RAI Radiotelevisione Italiana, TNT, Taurus Film, Turner Pictures Worldwide
- Pays de production :  États-Unis /  République tchèque /  Royaume-Uni /  France /  Allemagne /  Italie /  Espagne
- Première diffusion : 20 décembre 1995

## Distribution
- Ben Kingsley : Moïse
- Frank Langella : Mérenptah
- Christopher Lee : Pharaon
- Anton Lesser : Eliav
- Philip Stone : Jéthro
- Anna Galiena : Ptira
- David Suchet : Aaron
- Geraldine McEwan : Myriam
- Anthony Higgins : Coré
- Enrico Lo Verso : Josué
- Maurice Roëves : Zerack
- Sônia Braga (non crédité) : Séphora
- Vincent Riotta : Midan

## Critiques
Peter T. Chattaway de Patheos loue le jeu de Ben Kingsley  
« For sheer human realism, Kingsley’s is probably the best interpretation of Moses any film has offered to date. »
« Au niveau du réalisme humain, l'interprétation de Kingsley est probablement la meilleure interprétation qu'on ait faite du personnage de Moïse à ce jour »
— (en) Peter T. Chattaway, « Review: Moses (dir. Roger Young, 1995) », sur Patheos (consulté le 25 octobre 2024)
Le téléfilm Moïse é été nommé en 1996 en vue d'un Primetime Emmy Award (en) dans la catégorie Mini-série remarquable.